# Platygaster tibialis
Platygaster tibialis är en stekelart som beskrevs av Jean-Jacques Kieffer 1905. Platygaster tibialis ingår i släktet Platygaster och familjen gallmyggesteklar. Inga underarter finns listade i Catalogue of Life.